# 黄强 (1963年)
黄强（1963年4月—），浙江东阳人，中华人民共和国政治人物。西北工业大学航空自动控制系航空电气工程专业本科毕业，西北工业大学管理学院管理科学与工程专业，研究生工学博士。曾任中共四川省委副书记、省政府省长、党组书记。现任中共吉林省委书记、吉林省人大常委会主任，系中共第二十届中央委员。

## 生平
1979年9月，在西北工业大学航空自动控制系航空电气工程专业学习。1983年7月参加工作，任航空工业部西安飞机设计研究所特设研究室设计员、专业组长、副主任、主任。1985年6月加入中国共产党。1994年10月，任中国航空工业总公司西安飞机设计研究所所长助理、副所长兼科技实业总公司总经理、常务副所长。2000年4月，任西安飞机设计研究所所长。2003年4月，任第一飞机设计研究院院长、党委副书记兼上海飞机设计研究所所长。2005年6月，任第一飞机设计研究院院长、党委书记兼上海飞机设计研究所所长、党委书记。2006年1月，任国防科学技术工业委员会秘书长（2007年3月－2008年1月，在中共中央党校一年制中青年干部培训班学习）。2008年6月，任国家国防科技工业局副局长、党组成员。
2014年1月，任甘肃省人民政府副省长。2017年3月，任中共甘肃省委常委、甘肃省人民政府党组副书记。2017年4月，任甘肃省人民政府常务副省长。2018年2月24日，当选为第十三届全国人大代表。2018年6月，任中共河南省委常委、河南省人民政府常务副省长。2019年10月25日至11月30日，因河南省省长陈润儿调离，黄强临时主持河南省人民政府工作。
2020年12月，任中共四川省委副书记，省政府副省長、代省长、党组书记。2021年2月，当选四川省省长。
2024年6月28日，任中共吉林省委书记。
2025年1月17日起，兼任吉林省人大常委会主任。